# Ken Dagnall
Kenneth Dagnall dit Ken Dagnall, né le 30 janvier 1921 à Bolton et mort en mars 1995, était un arbitre anglais de football. Il fut arbitre international de 1962 à 1968.

## Carrière
Il a officié dans des compétitions majeures : 
- Coupe du monde de football de 1966 (2 matchs)
- Coupe d'Angleterre de football 1966-1967 (finale)